# Leucopomyia
Leucopomyia är ett släkte av tvåvingar. Leucopomyia ingår i familjen markflugor.
Släktet innehåller bara arten Leucopomyia alticeps.